# Richard H. Kline
Richard H. Kline (Los Angeles, 15 novembre 1926 – Los Angeles, 7 agosto 2018) è stato un direttore della fotografia statunitense.
Ottenne due candidature all'Oscar alla migliore fotografia, una nel 1968 per Camelot di Joshua Logan e una nel 1977 per King Kong di John Guillermin.